# Jayme Barcelos
Jayme Barcelos foi um gerente de futebol brasileiro. Administrou a Seleção Brasileira de Futebol por cinco partidas internacionais em 1940.